# Diagrapta lignaria
Diagrapta lignaria är en fjärilsart som beskrevs av Felder 1874. Diagrapta lignaria ingår i släktet Diagrapta och familjen nattflyn. Inga underarter finns listade i Catalogue of Life.